# أوزون حسن

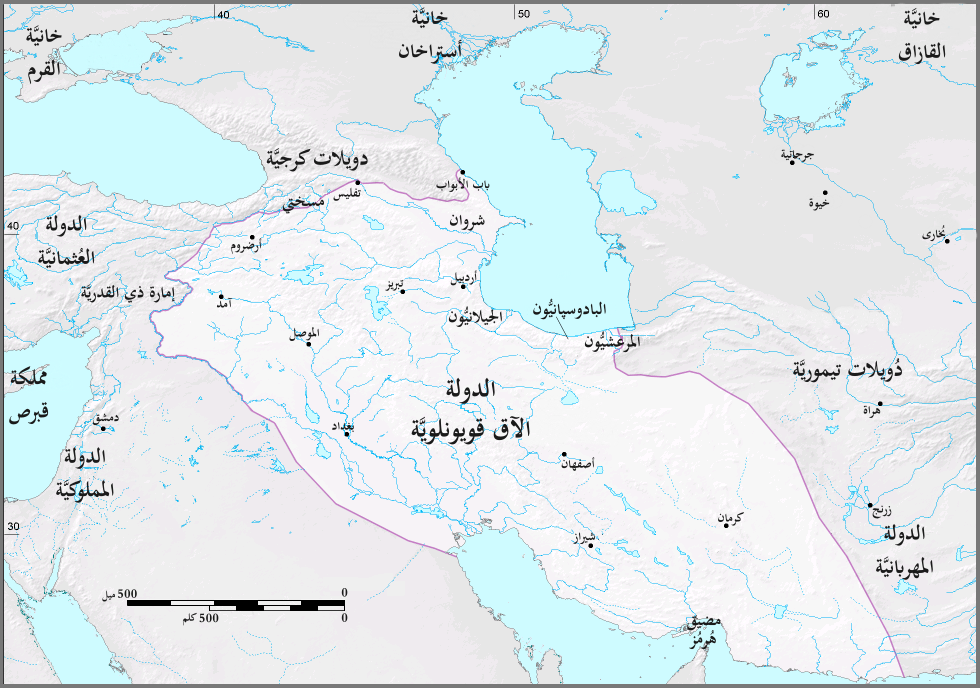
دولة آق قويونلو في نهاية عهد أوزون حسن في 1478.

أوزون حسن يعرف بحسن الطويل (828-882 هـ/1424-1478 م)
هو أوزون حسن بن علي بن عثمان أحد أكبر أمراء دولة آق قويونلو. كان أول ظهور له في أيام ملك أخيه جهنشير سنة 855 هـ فإن أخاه وجهه إلى قتال عسكر العجم تحت قيادة حسن بن جهنشير فقتل حسنا وفتك في عسكر جهنشير ودخله الطمع في ملك البلاد وقتل أخيه، فوقعت بينهما حروب كثيرة كان الظفر فيها لحسن فقتل أخاه وأولاده وكثيرا من عسكره واستولى على العراق وأذربيجان وفي سنة 872 هـ أتى الملك أبو سعيد التيموري كي سترد من أوزون حسن ما أخده من جهنشير في ما وراء النهر فاستظهر عليه أوزون حسن وقتله وقتل خلقا كثيرا من خرسان واستولى على ما كان بيده من البلاد، وفي سنة 876 هـ أرسل أوزون حسن جيشا بقيادة يوسغجه بك إلى مدينة توقان فنهبها وخربها ثم وصل إلى بلاد قرمان وكان بها مصطفى ابن السلطان محمد الفاتح فهزمه مصطفى وأسره وأرسله إلى أبيه في القسطنطينية، وفي 878 هـ انهزم أوزون حسن أمام جيش السطان محمد الفاتح.
وكان أوزون حسن قد أباد طائفة قراقويونلو بقتل يوسف آخر حكامها، ولما كثرت غلباته وخافته الملوك والولاة زوجه يوحنا الرابع ميغاس كومنينوس ابنته تحت أمل مساعدته في التغلب على السلطان محمد الفاتح ولكنه هزم في سنة 878 هـ/1473 م.
وبعد انهزامه توجه إلى بلاد الكرج فظفر ظفرا عظيما وبلغت به المطامع إلى الرجوع لمحاربة السلطان محمد الفاتح ولكن المنية عاجلته 882 هـ/1478م.

## وفاته
توفي سنة 882 هـ/1478 م وكانت مدة ملكه 11 عاما وخلف 5 أولاد وهم خليل ميرزا وكان حاكم فارس ومقصود بك وكان حاكم بغداد ويعقوب ومسيح ويوسف وكان خليل أكبرهم وأحبهم إليه وهو الذي ملك بعده.واستمروا يحكمون بلاد فارس حتى أخذ البلاد منهم الشاه إسماعيل الصفوي سنة 908 هـ